# Господар (фільм, 1983)
«Господар» — радянський художній фільм 1983 року, знятий режисером Багратом Оганесяном на кіностудії «Вірменфільм».

## Сюжет
Головний герой цієї спокійної розповіді — Господар. Так звуть односельці неспокійного старого Ростома Саркісяна, спадкового лісничого, від якого міцно дістається браконьєрам, ледарям і пройдисвітам усіх мастей, що час від часу з'являються в вірменському селі, загубленому в пригірських лісах.

## У ролях
- Хорен Абрамян — Ростом Саркісян
- Анаїт Гукасян — дружина Ростома
- Галя Новенц — Шушан, сестра Ростома
- Маріанна Акопян — жінка з міста
- Овак Галоян — директор
- Карен Джанібекян — Сенік
- Ваган Арцрунян — Альберт
- Артем Мартіросян — Фелікс
- Нонна Кайтмазян — дочка Маро
- Армен Чобанян — хлопчик з велосипедом
- Юрій Григорян — новий керівник лісгоспу
- Ашот Адамян — водій
- Каджик Барсегян — епізод
- Рудольф Гевондян — епізод
- Метаксія Симонян — епізод
- А. Карян — епізод
- Вачаган Григорян — епізод
- А. Вермішян — епізод
- Олександр Хачатрян — епізод
- П. Варданян — епізод
- Армен Сантросян — епізод
- Анна Багдасарян — епізод

## Знімальна група
- Режисер — Баграт Оганесян
- Сценарист — Грант Матевосян
- Оператор — Гагік Авакян
- Композитор — Тигран Мансурян
- Художник — Лідія Геворкян